# مندوب دائم
المندوب الدائم هو الدبلوماسي الذي يرأس البعثة الدبلوماسية لدولة ما إلى منظمة دولية
تتضمن قائمة المنظمات التي تستضيف مندوبين دائمين للدول الأعضاء فيها الأمم المتحدة، منظمة التجارة العالمية، حلف شمال الأطلسي، الاتحاد الأوروبي، منظمة التعاون الإسلامي و‌منظمة الدول الأمريكية. يمكن أيضاً إرسال مندوبون دائمون إلى الوحدات الفرعية كالمكاتب الميدانية. على سبيل المثال، بالإضافة إلى المدوبين الدائمين المرسلين إلى المقر الرئيسي للأمم المتحدة في نيويورك، يعين الدول الأعضاء في الأمم المتحدة مندوبين دائمين في مكاتب أخرى للأمم المتحدة مثل جنيف، نيروبي، و‌فيينا.
يتم وصف المندوب الدائم في غالب الأحيان بشكل غير رسمي على أنه سفير. على كل حال يحمل المندوب الدائم عادة درجة دبلوماسية تعادل السفير، باعتباره معتمد من قبل المنظمة الدولية. على سبيل المثال سفير الولايات المتحدة إلى الأمم المتحدة يسمى تقنياً باسم المندوب الدائم إلى الأمم المتحدة، على الرغم من ذلك غالباً ما يشار إليه بصفة سفير.
بعض المنظمات الدولية مثل اليونسكو تستخدم تسمية الموفد الدائم للإشارة إلى رئيس البعثة الدبلوماسية المعتمدة من قبلها.